# 沒有小鳥的天空
《沒有小鳥的天空》（The Pale Sky）是一部楊逸德执导的香港动作剧情片，於1998年上映。洪金宝、鍾鎮濤、劉雅麗主演。本片為中大電影創作室出品的首部電影。

## 劇情
周仁在一個意外裏重傷，但卻在醒回後發現自己的小鳥不見了，原來是好朋友Jacky的惡作劇，他在仁的捐款卡裏做了手腳，令仁的小鳥被捐走，仁後期找到富商麥克，並委託他把自己的小鳥拿回...

## 演員表
| 演員   | 角色   | 粵語配音 | 備註                                                      |
| 洪金宝 | 周仁   | 林保全   | 在一次意外醒後發現自己的小鳥不見了 委託麥克替自己拿回小鳥 |
| 鍾鎮濤 | 麥克   | 鍾鎮濤   | 富商 替周仁拿回他失去的小鳥 在途中和阿仁產生友誼          |
| 劉雅麗 |        |          |                                                           |
| 吳耀漢 | 老王   | 吳耀漢   | 藥房老闆 周仁之岳父                                       |
| 許紹雄 | 曾老闆 | 黃子敬   | 公司老闆 周仁之上司                                       |
| 張錦程 | Jacky  | 張錦程   | 周仁好友 間接害周仁的小鳥被捐走                           |
| 羅蘭   | 仁母   | 羅蘭     | 周仁母親 患有老人痴呆症                                   |
| 田啟文 | 梅先生 | 田啟文   |                                                           |
| 周志輝 | 貝律師 | 周志輝   | 替麥克打官司                                              |
| 謝午秋 |        | 古明華   |                                                           |
| 傅國雄 |        |          |                                                           |
| 梁炳華 |        |          |                                                           |
| 候煥玲 |        |          |                                                           |

## 獎項
| 年份 | 頒獎典禮     | 名字               | 結果 |
| ---- | ------------ | ------------------ | ---- |
| 1998 | 第35屆金馬獎 | 金馬獎最佳原著劇本 | 提名 |

## 外部連結
- 豆瓣电影上《沒有小鳥的天空》的資料 （简体中文）